# Druga slovenska nogometna liga 2020-2021
La Druga slovenska nogometna liga 2020-2021 (in lingua italiana: Secondo campionato calcistico sloveno 2020-2021), abbreviata in 2. SNL 2020-2021, fu la trentesima edizione della seconda serie del campionato di calcio sloveno.

## Stagione

### Formula
Le 16 squadre partecipanti avrebbero dovuto disputate un turno di andata e ritorno per un totale di 30 giornate, al termine delle quali:
- La prima classificata doveva essere promossa in 1. SNL 2021-2022
- La seconda classificata doveva disputare uno spareggio contro la penultima della 1. SNL 2020-2021
- Le ultime due classificate dovevano essere retrocesse in 3. SNL 2021-2022

### Avvenimenti
A causa della pandemia del coronavirus, il 23 ottobre 2020, la Federcalcio slovena sospese tutte le competizioni calcistiche nazionali eccetto la 1. SNL e la 1. SŽNL.
Nella primavera 2021 la situazione sanitaria migliorò, quindi la Federcalcio dispose la ripresa dei campionati con un cambio di formula:

le squadre conclusero il girone d'andata e poi il torneo venne diviso a metà, con le migliori nel "campionato per il titolo" (in lingua slovena Liga za prvaka), mentre le rimanenti nel "campionato per la sopravvivenza" (Liga za obstanek), ove disputarono un ulteriore turno di sola andata.

## Squadre partecipanti
| Squadra                 | Città             | Stadio                           | Stagione 2019-20 | Stagione 2019-20 |
| Squadra                 | Città             | Stadio                           | Pos.             | Divisione        |
| ----------------------- | ----------------- | -------------------------------- | ---------------- | ---------------- |
| Triglav                 | Kranj             | Športni Center Stanko Mlakar     | 9°               | 1. SNL           |
| Rudar Velenje           | Velenje           | Stadio ob Jezeru                 | 10°              | 1. SNL           |
| Kalcer Radomlje         | Radomlje          | Športni park Radomlje            | 3°               | 2. SNL           |
| Nafta 1903              | Lendava           | Športni park Lendava             | 4°               | 2. SNL           |
| Fužinar Vzajemci        | Ravne na Koroškem | Mestni stadion Ravne na Koroškem | 5°               | 2. SNL           |
| Krško                   | Krško             | Stadion Matije Gubca             | 6°               | 2. SNL           |
| Krka                    | Novo mesto        | Stadion Portoval                 | 7°               | 2. SNL           |
| Vitanest Bilje          | Biglia            | Igrišče Bilje, V Dolinci         | 8°               | 2. SNL           |
| Roltek Dob              | Dob               | Športni park Dob                 | 9°               | 2. SNL           |
| Jadran Dekani           | Villa Decani      | Športni park Dekani              | 10°              | 2. SNL           |
| Drava                   | Ptuj              | Mestni stadion                   | 11°              | 2. SNL           |
| Beltinci Klima Tratnjek | Beltinci          | Športni park Beltinci            | 12°              | 2. SNL           |
| Brda                    | Castel Dobra      | Stadio Vipolže                   | 13°              | 2. SNL           |
| Brežice - Terme Čatež   | Brežice           | Stadion Brežice                  | 14°              | 2. SNL           |
| Primorje eMundia        | Aidussina         | Mestni stadion Ajdovščina        | 1°               | 3. SNL Ovest     |
| Šmartno 1928            | Šmartno ob Paki   | Stadion Šmartno                  | 1°               | 3. SNL Est       |

## Classifiche

### Classifica dopo l'andata
|                  | Pos. | Squadra         | Pt | G  | V  | N | P  | GF | GS | DR  |
| ---------------- | ---- | --------------- | -- | -- | -- | - | -- | -- | -- | --- |
|                  | 1.   | Radomlje        | 38 | 15 | 12 | 2 | 1  | 39 | 11 | +28 |
|                  | 2.   | Dob             | 34 | 15 | 11 | 1 | 3  | 38 | 20 | +18 |
|                  | 3.   | Krka            | 34 | 15 | 10 | 4 | 1  | 38 | 15 | +23 |
|                  | 4.   | Brežice         | 28 | 15 | 8  | 4 | 3  | 22 | 19 | +3  |
|                  | 5.   | Nafta 1903      | 28 | 15 | 8  | 4 | 3  | 47 | 20 | +27 |
|                  | 6.   | Bilje           | 26 | 15 | 8  | 2 | 5  | 28 | 23 | +5  |
|                  | 7.   | Triglav         | 23 | 15 | 7  | 2 | 6  | 18 | 17 | +1  |
|                  | 8.   | Rudar Velenje   | 22 | 15 | 6  | 4 | 5  | 18 | 18 | 0   |
|                  | 9.   | Krško           | 18 | 15 | 5  | 3 | 7  | 15 | 25 | −10 |
|                  | 10.  | Fužinar         | 17 | 15 | 4  | 5 | 6  | 31 | 23 | +8  |
|                  | 11.  | Beltinci        | 16 | 15 | 5  | 1 | 9  | 22 | 28 | −6  |
|                  | 12.  | Jadran Dekani   | 15 | 15 | 4  | 3 | 8  | 16 | 24 | −8  |
|                  | 13.  | Drava Ptuj (−3) | 10 | 15 | 4  | 1 | 10 | 22 | 33 | −11 |
|                  | 14.  | Brda            | 9  | 15 | 3  | 0 | 12 | 9  | 39 | −30 |
|                  | 15.  | Primorje        | 9  | 15 | 2  | 3 | 10 | 10 | 27 | −17 |
|                  | 16.  | Šmartno         | 9  | 15 | 2  | 3 | 10 | 12 | 43 | −31 |
| Fonte: rsssf.org |      |                 |    |    |    |   |    |    |    |     |

Legenda:
      Ammesso al gruppo per il titolo
      Ammesso al gruppo per la salvezza
Note:

Tre punti a vittoria, uno a pareggio, zero a sconfitta.

### Classifica finale
|                        | Pos. | Squadra         | Pt | G  | V  | N | P  | GF | GS | DR  |
| ---------------------- | ---- | --------------- | -- | -- | -- | - | -- | -- | -- | --- |
| GRUPPO PER IL TITOLO   |      |                 |    |    |    |   |    |    |    |     |
|                        | 1.   | Radomlje        | 50 | 22 | 16 | 2 | 4  | 51 | 17 | +34 |
|                        | 2.   | Krka            | 45 | 22 | 13 | 6 | 3  | 50 | 25 | +25 |
|                        | 3.   | Nafta 1903      | 44 | 22 | 13 | 5 | 4  | 60 | 26 | +34 |
|                        | 4.   | Dob             | 40 | 22 | 12 | 4 | 6  | 48 | 38 | +10 |
|                        | 5.   | Brežice         | 39 | 22 | 11 | 6 | 5  | 35 | 27 | +8  |
|                        | 6.   | Bilje           | 34 | 22 | 10 | 4 | 8  | 43 | 40 | +3  |
|                        | 7.   | Triglav         | 32 | 22 | 9  | 5 | 8  | 25 | 24 | +1  |
|                        | 8.   | Rudar Velenje   | 26 | 22 | 7  | 5 | 10 | 24 | 34 | −10 |
| GRUPPO PER LA SALVEZZA |      |                 |    |    |    |   |    |    |    |     |
|                        | 9.   | Jadran Dekani   | 27 | 22 | 7  | 6 | 9  | 26 | 35 | −9  |
|                        | 10.  | Krško           | 26 | 22 | 7  | 5 | 10 | 24 | 38 | −14 |
|                        | 11.  | Fužinar         | 25 | 22 | 6  | 7 | 9  | 44 | 33 | +11 |
|                        | 12.  | Primorje        | 23 | 22 | 6  | 5 | 11 | 24 | 32 | −8  |
|                        | 13.  | Drava Ptuj (−3) | 22 | 22 | 7  | 4 | 11 | 32 | 40 | −8  |
|                        | 14.  | Beltinci        | 22 | 22 | 6  | 4 | 12 | 32 | 41 | −9  |
|                        | 15.  | Šmartno         | 19 | 22 | 5  | 4 | 13 | 20 | 51 | −31 |
|                        | 16.  | Brda            | 14 | 22 | 4  | 2 | 16 | 18 | 55 | −37 |
| Fonte: rsssf.org       |      |                 |    |    |    |   |    |    |    |     |

Legenda:
      Promosso in 1. SNL 2021-2022.
  Partecipa agli spareggi.
      Retrocesso in 3. SNL 2021-2022.
      Escluso dal campionato.
Regolamento:
Tre punti a vittoria, uno a pareggio, zero a sconfitta.
La classifica viene stilata secondo i seguenti criteri:
- Punti conquistati
- Punti conquistati negli scontri diretti
- Differenza reti negli scontri diretti
- Reti realizzate negli scontri diretti
- Differenza reti generale
- Reti totali realizzate

## Spareggio
Il Krka incontrò il Koper, penultimo in 1. SNL 2020-2021, con gare di andata e ritorno, per un posto in 1. SNL 2021-2022.
| Squadra 1 | Totale | Squadra 2 | Andata     | Ritorno    |
| --------- | ------ | --------- | ---------- | ---------- |
|           |        |           | 30.05.2021 | 02.06.2021 |
| Krka      | 3 – 4  | Koper     | 0 – 2      | 3 – 2      |

## Statistiche

### Classifica marcatori
| Pos.                  | Giocatore         | Squadra    | Reti |
| --------------------- | ----------------- | ---------- | ---- |
| 1                     | Kaheem Parris     | Krka       | 16   |
| 2                     | Danijel Šturm     | Bilje      | 13   |
| 3                     | Meshack Ubochioma | Nafta 1903 | 12   |
| 3                     | Tin Matić         | Bilje      | 12   |
| 5                     | Nermin Haljeta    | Nafta 1903 | 11   |
| 6                     | Marko Huč         | Krka       | 10   |
| 6                     | Jakob Kodermac    | Primorje   | 10   |
| 6                     | Stjepan Oštrek    | Nafta 1903 | 10   |
| 9                     | Tadej Trdina      | Fužinar    | 9    |
| 9                     | Luka Cerar        | Radomlje   | 9    |
| 9                     | Kristijan Šipek   | Dob        | 9    |
| Fonte: Sito ufficiale |                   |            |      |